# 미국찰나무
미국찰나무(美國檫--, 학명: Sassafras albidum 사사프라스 알비둠[*])는 녹나무과의 나무이다. 미국과 캐나다에 분포한다.

## 이름
종소명 "알비둠"은 "흰색의"라는 뜻의 라틴어이다.
영어권에서는 "사사프라스(sassafras)"로 알려져 있으며, "화이트 사사프라스(white sassafras, 흰찰나무)", "레드 사사프라스(red sassafras, 붉은찰나무)", "실키 사사프라스(silky sassafras, 비단찰나무)" 등으로도 불린다.

## 사진

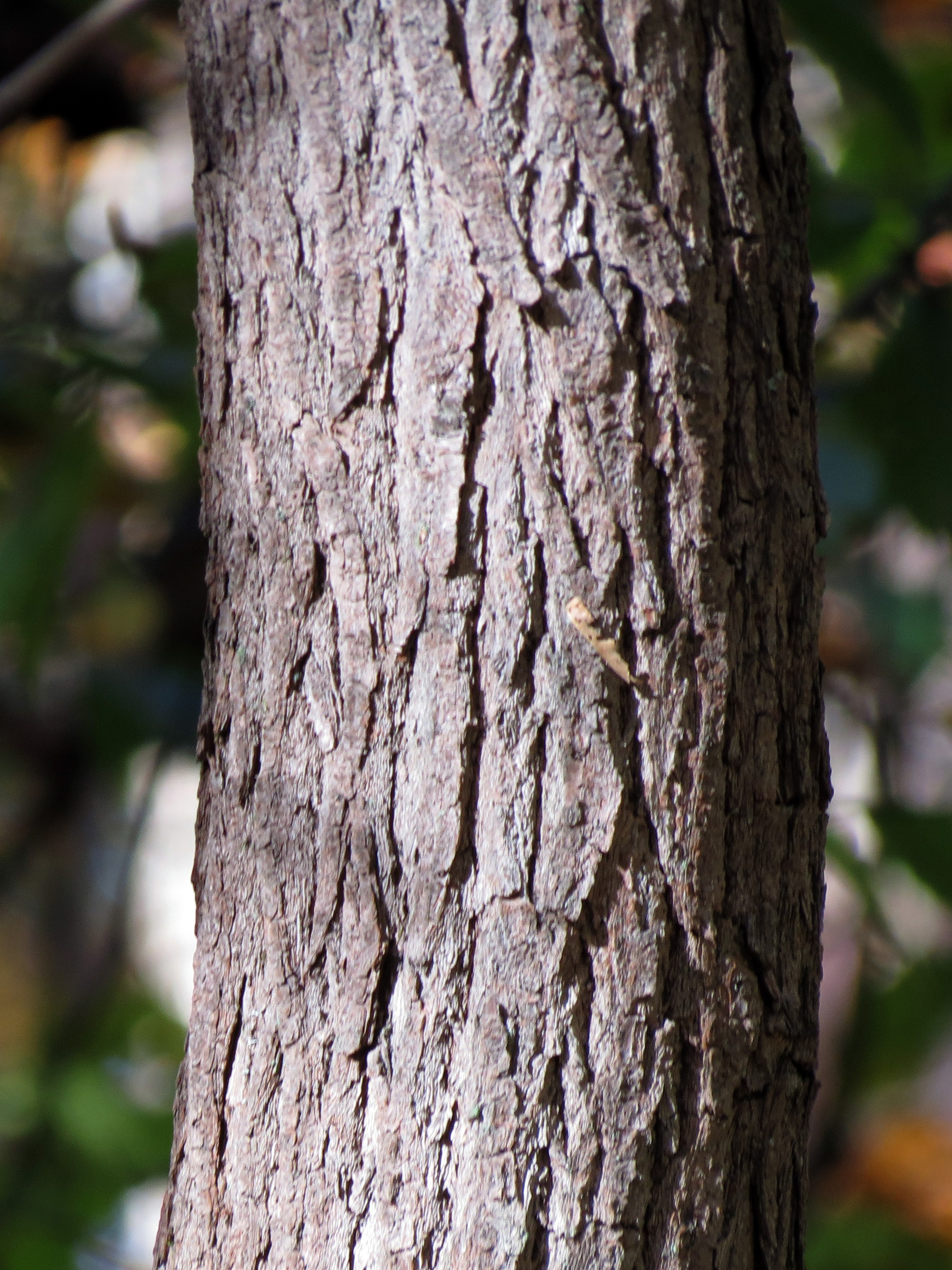
나무줄기
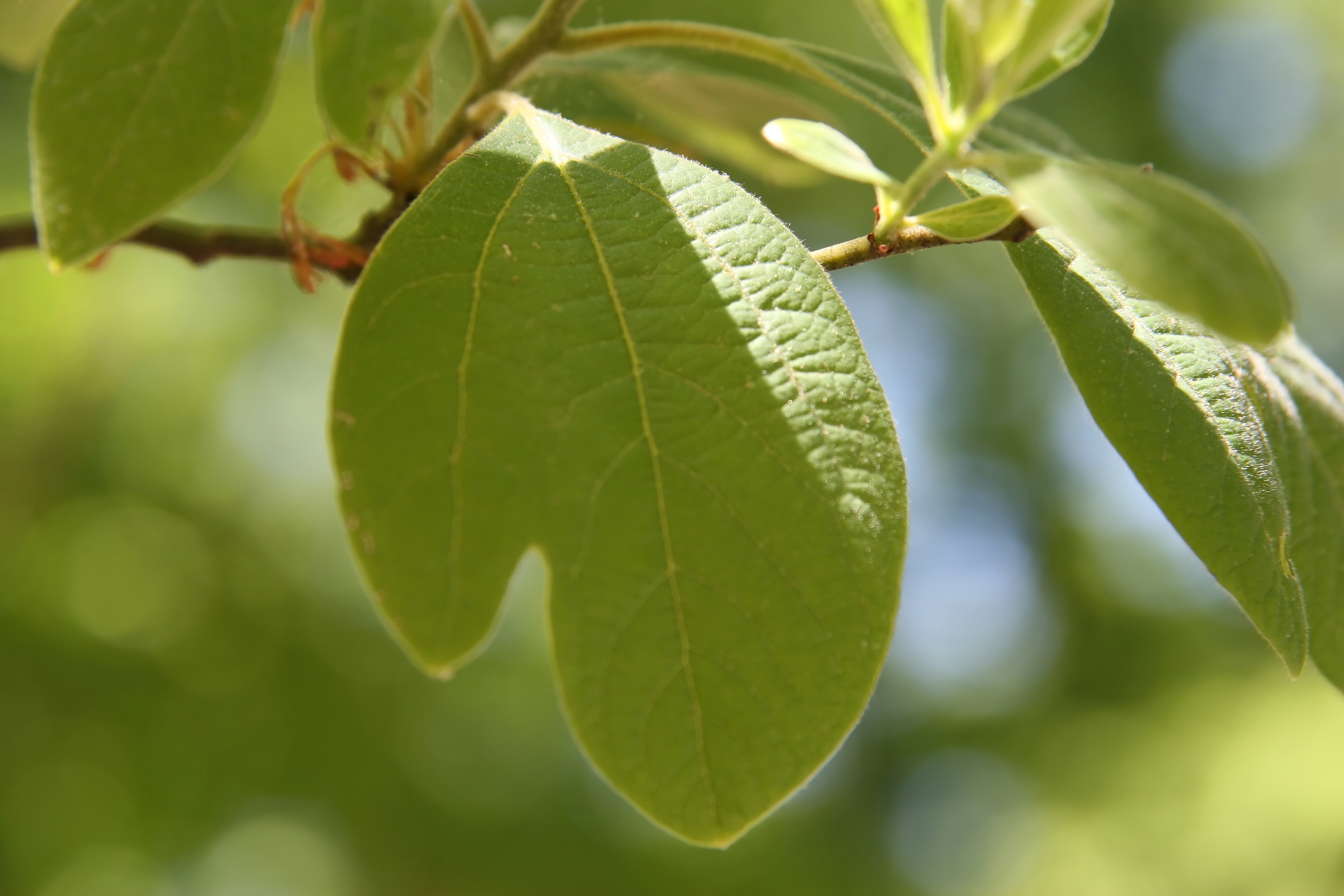
잎
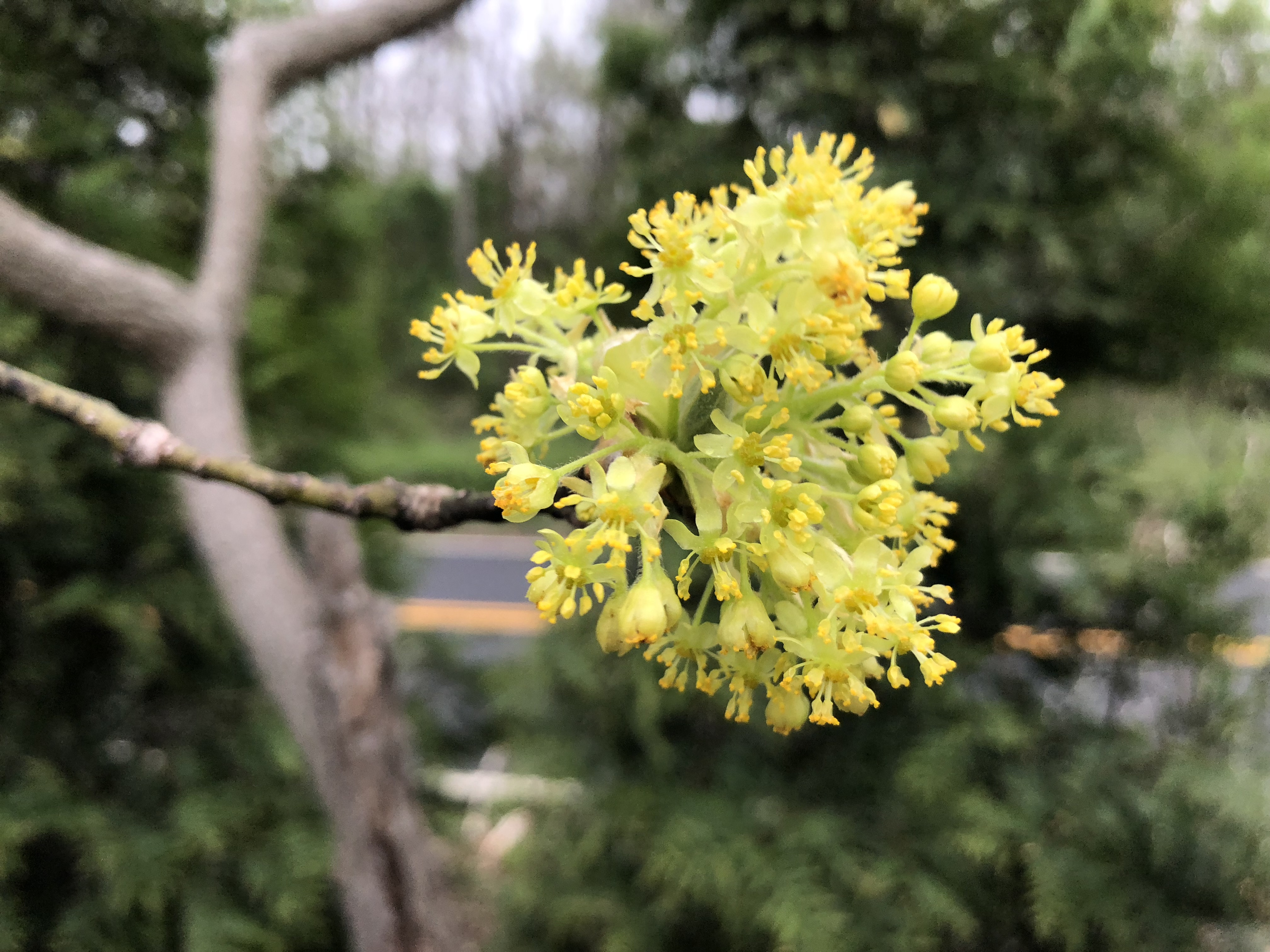
꽃송이
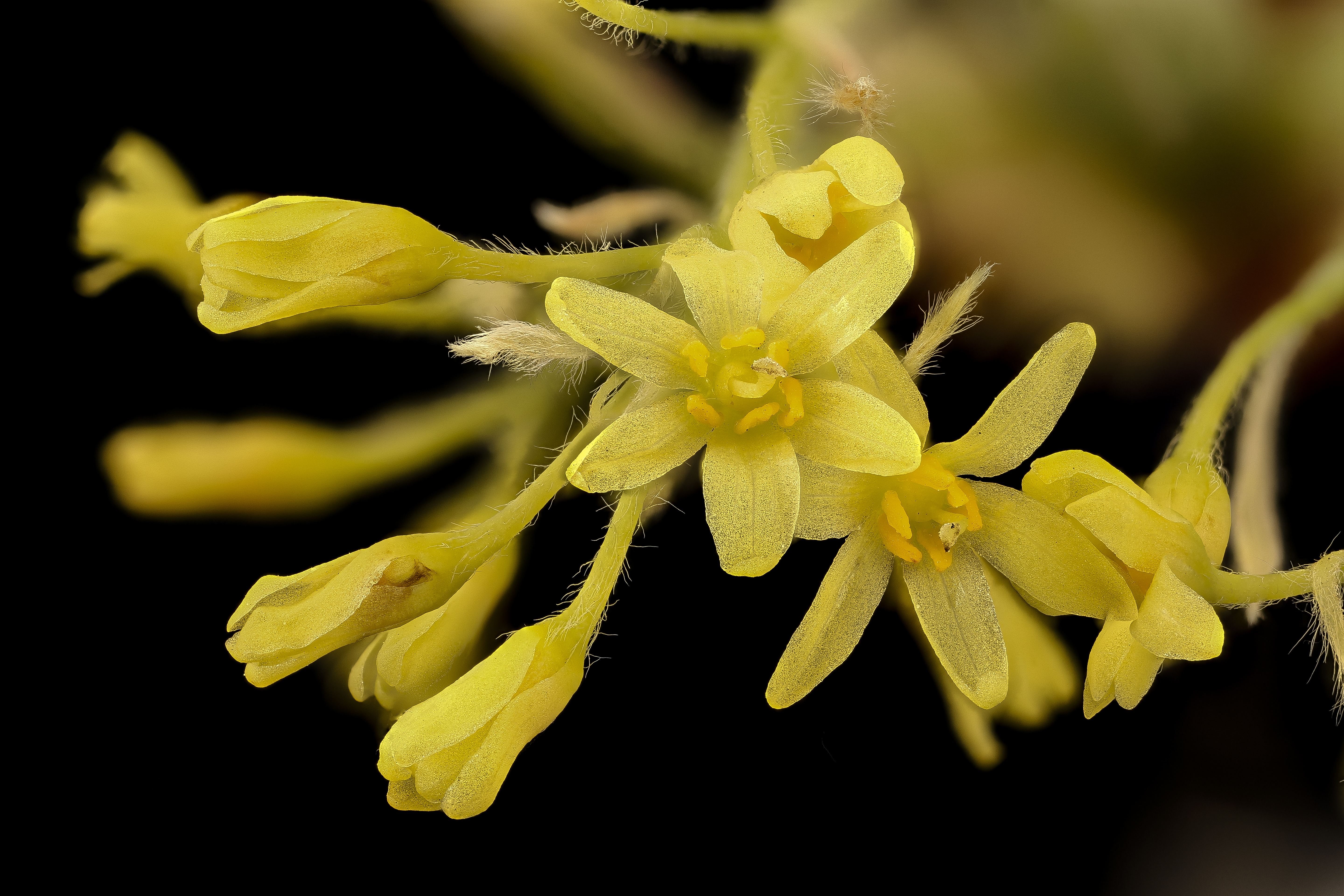
꽃
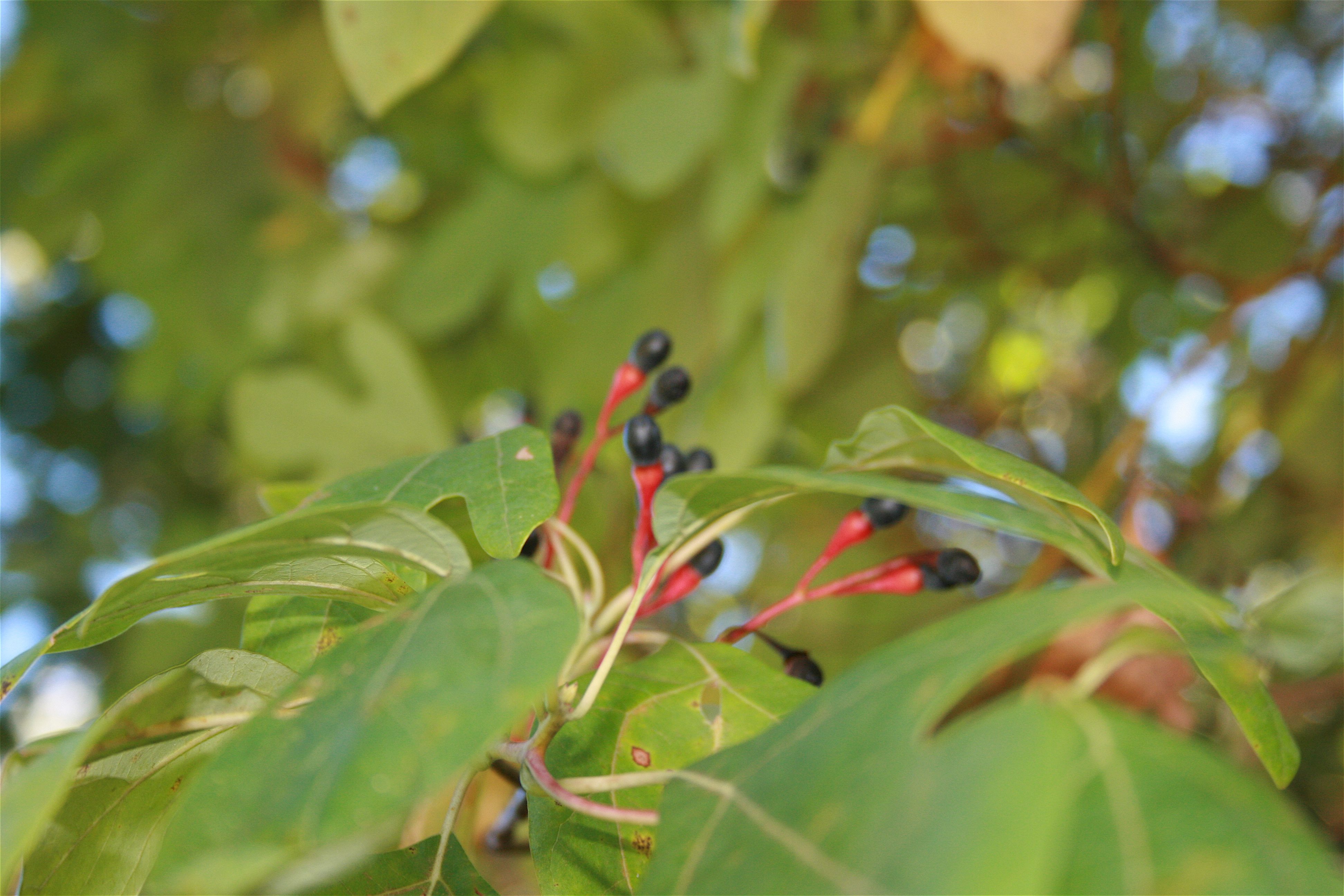
씨

## 같이 보기
- 루트 비어
- 찰나무